# Præbend
 Der er for få eller ingen kildehenvisninger i denne artikel, hvilket er et problem. Du kan hjælpe ved at angive troværdige kilder til de påstande, som fremføres i artiklen.

En præbend er en form for benefice inden for den katolske kirke og tidligere inden for den anglikanske kirke. En benefice er en gejstlig stilling eller embede, der normalt er knyttet til en kirke eller en katedral og indeholder en vis indtægt, ofte i form af jordbesiddelser eller indkomst fra landbrug eller andre ejendomme. Præbenden var en måde at belønne gejstlige for deres tjeneste og støtte til kirken.
I det middelalderlige og tidlige moderne Europa blev præbender ofte tildelt præster, kanonikere og katedralpræster som en slags løn for deres religiøse pligter og tjenester. Præbenden indeholdt normalt en bestemt indkomst, som præsten eller kanonikeren kunne leve af, mens han udførte sit kirkelige arbejde.
Mange af de gamle systemer med præbender og beneficer er blevet reformeret eller ændret i den katolske kirke og i mange andre kristne trossamfund gennem historien. I dag er systemerne for udnævnelse og belønning af gejstlige forskellige afhængigt af den specifikke trosretning og den pågældende periode i kirkehistorien.